# Бентежність
Бенте́жність — індивідуальна психологічна особливість людини, яка виявляється у підвищеній схильності відчувати неспокій та нервове напруження, в безпідставному очікуванні негативу в життєвих ситуаціях. У поетичній мові може означати особливий настрій (збенте́женість, збенте́ження, бенте́га).
Бентежність зазвичай спостерігається при нервово-психічних та тяжких соматичних захворюваннях або ж у здорових людей, які пережили психотравму, а також у більшості осіб з відхиленнями в поведінці. Загалом бентежність є суб’єктивним проявом особистісних розладів. 
Сучасні дослідження бентежності спрямовані на розпізнавання ситуативної бентежності, пов'язаної з конкретною зовнішньою ситуацією, та особистісною бентежністю, яка є стабільною властивістю індивіда, а також на розроблення методів аналізу бентежності як результату взаємодії особистості з її оточенням.